# Визинтин, Омар
Омар Визинтин (итал. Omar Visintin; род. 22 октября 1989, Мерано, Трентино-Альто-Адидже) — итальянский сноубордист, выступающий в сноуборд-кроссе. Чемпион мира среди юниоров (2009), серебряный призёр X-Games (2015), участник зимних Олимпийских игр 2014 и 2018. Обладатель Кубка мира в сноуборд-кроссе сезона 2013/14.

## Спортивная карьера
Омар Визинтин начал заниматься сноубордом в возрасте 7 лет в Мерано. Вначале своей карьеры также выступал в параллельных дисциплинах.
27 ноября 2004 года Омар Визинтин дебютировал на международной арене на этапе Кубка Европы в австрийском Мёлльтале, заняв 88-е место в сноуборд-кроссе.
На этапах Кубка мира Омар Визинтин дебютировал 13 марта 2008 года в Вальмаленко, Италия, заняв 34-е место в сноуборд-кроссе. Всего на этапах Кубка мира Омар Визинтин одержал 4 победы и ещё 6 раз поднимался на подиум. В сезоне 2013/14 1 победа и 2 подиума позволили Визинтину выиграть общий зачет Кубка мира по сноуборд-кроссу.
Омар Визинтин 3 раза принимал участие в чемпионатах мира среди юниоров. В 2009 году в Нагано выиграл золото в сноуборд-кроссе.
В 2011 году принял участие в Универсиаде в турецком Эрзуруме, где стал серебряным призёром игр.
На чемпионатах мира лучшим результатом спортсмена стало 9-е место в сноуборд-кроссе на чемпионате в испанской Сьерра-Неваде.
На Зимних Олимпийских играх в 2014 году Омар Визинтин стал 12-м в сноуборд-кроссе. В 2018 году на Олимпиаде в Пхёнчхане в квалификации показал 2-й результат, однако неожиданно выбыл на стадии 1/8 финала и занял итоговое 25-е место.

## Спортивные достижения
- Чемпион мира среди юниоров (2009);
- Серебряный призёр X-Games (2015);
- Серебряный призёр Универсиады (2011);
- Обладатель Кубка мира (2013/14);
- Многократный победитель и призёр этапов Кубка мира;
- Многократный победитель и призёр чемпионатов Италии.

## Вне спорта
Служит в ВС Италии, 1-й капрал-майор.